# Iowa Energy 2015-2016
La stagione 2015-16 degli Iowa Energy fu la 9ª nella NBA D-League per la franchigia.
Gli Iowa Energy arrivarono terzi nella Central Division con un record di 26-24, non qualificandosi per i play-off.

## Roster
| N° | Naz.                   | Ruolo | Sportivo               | Anno | Alt. | Peso |
| -- | ---------------------- | ----- | ---------------------- | ---- | ---- | ---- |
| 3  | Stati Uniti (bandiera) | C     | Ty Walker              | 1989 | 211  | 104  |
| 6  | Stati Uniti (bandiera) | G     | Terry Whisnant         | 1992 | 191  | 84   |
| 7  | Stati Uniti (bandiera) | G     | Andrew Harrison        | 1994 | 196  | 95   |
| 8  | Stati Uniti (bandiera) | G     | Terrence Oglesby       | 1988 | 188  | 86   |
| 10 | Stati Uniti (bandiera) | G     | Mardracus Wade         | 1991 | 188  | 81   |
| 11 | Stati Uniti (bandiera) | G     | Lazeric Jones          | 1990 | 185  | 84   |
| 12 | Stati Uniti (bandiera) | G     | Traevon Jackson        | 1992 | 191  | 94   |
| 12 | Stati Uniti (bandiera) | G     | Chris Tang             | 1996 | 191  | 86   |
| 13 | Stati Uniti (bandiera) | G     | Michael Frazier        | 1994 | 193  | 91   |
| 14 | Stati Uniti (bandiera) | G     | Russ Smith             | 1991 | 183  | 77   |
| 15 | Stati Uniti (bandiera) | A     | Joel Wright            | 1990 | 201  | 102  |
| 16 | Stati Uniti (bandiera) | A     | James Ennis            | 1990 | 201  | 95   |
| 17 | Stati Uniti (bandiera) | A     | Ramon Harris           | 1988 | 201  | 100  |
| 18 | Stati Uniti (bandiera) | A     | Perry Jones            | 1991 | 211  | 107  |
| 19 | Stati Uniti (bandiera) | G     | Patrick Christopher    | 1988 | 196  | 95   |
| 20 | Stati Uniti (bandiera) | GA    | Cartier Martin         | 1984 | 201  | 100  |
| 21 | Stati Uniti (bandiera) | A     | Jarell Martin          | 1994 | 206  | 108  |
| 22 | Stati Uniti (bandiera) | A     | Maxie Esho             | 1991 | 206  | 102  |
| 23 | Stati Uniti (bandiera) | GA    | D.J. Stephens          | 1990 | 196  | 85   |
| 25 | Stati Uniti (bandiera) | A     | Zach Andrews           | 1985 | 206  | 104  |
| 30 | Stati Uniti (bandiera) | AC    | Rick Jackson           | 1989 | 206  | 107  |
| 33 | Stati Uniti (bandiera) | AC    | Alex Stepheson         | 1987 | 208  | 113  |
| 35 | Stati Uniti (bandiera) | C     | Michael Holyfield      | 1992 | 211  | 122  |
| 50 | Stati Uniti (bandiera) | A     | Pierre Henderson-Niles | 1987 | 203  | 136  |

## Staff tecnico
- Allenatore: Bob Donewald
- Vice-allenatori: Nicki Gross, Matt Woodley, Darnell Lazare
- Preparatore atletico: Melissa Dooley